# Czarnorzeki
Czarnorzeki – wieś w Polsce położona w województwie podkarpackim, w powiecie krośnieńskim, w gminie Korczyna.
W latach 1975−1998 miejscowość administracyjnie należała do województwa krośnieńskiego.
Ślady osadnictwa tu odkrytego pochodzą z okresu kultury łużyckiej. Wieś odnotowana w dokumentach w 1544. Dawniej nazywała się Wola Czarna, potem Czarny Potok, a później Czarnorzeka. Należała ona do klucza odrzykońskiego m.in.; do Klemensa z Moskarzewa, Kamienieckich, Jabłonowskich, np. Leona Jabłonowskiego. Do lat 40. XX wieku wieś zamieszkana była w około 60% przez ludność rusińską, tzw. Zamieszańców. Znana była jako ośrodek ludowego kamieniarstwa.
W Czarnorzekach znajduje się dawna parafialna murowana cerkiew greckokatolicka pw. św. Dymitra z lat 1918-1921, obecnie służąca jako filialny kościół katolicki parafii Narodzenia Najświętszej Maryi Panny w Węglówce.  We wsi jest również wyciąg narciarski należący do MOSiR Krosno, Rezerwat przyrody Prządki (swój początek ma we wsi szlak prowadzący do rezerwatu) oraz wieże telekomunikacyjne: Krosno/Czarnorzeki(wieże radiowe) oraz Krosno/Sucha Góra (radiowo-telewizyjna).

## Rezerwat przyrody Prządki
Rezerwat przyrody Prządki został utworzony w roku 1957 na terenie gminy Korczyna na pograniczu wsi Czarnorzeki i Korczyna. Rezerwat leży przy trasie Krosno Rzeszów w odległości 12 km od Krosna. Ma powierzchnię 13,63 ha. Najwyżej położony punkt rezerwatu znajduje się na wysokości 520 m n.p.m.
Rezerwat obejmuje grupę ostańców skalnych, o wysokości do ponad 20 m, zbudowanych z gruboziarnistego piaskowca ciężkowickiego, który pod wpływem erozji przybrał oryginalne kształty. Poszczególne skały posiadają własne nazwy, m.in.: Prządka-Matka, Prządka-Baba, Herszt. Nazwa rezerwatu pochodzi od legendy głoszącej, że skały są dziewczętami zamienionymi w kamień, ukaranymi za przędzenie lnu w święto.
Na terenie rezerwatu jest 5 szlaków turystycznych, z pięknymi skałkami i widokami oraz zamek Kamieniec: Prządki - Strzelnica, Odcinek Kamieniec – Prządki, Czarnorzeki – Dział, Strzelnica – Sucha Góra oraz szlak przy Zamku Kamieniec.
Rezerwat Przyrody jest położony w obrębie Czarnorzecko – Strzyżowskiego Parku Krajobrazowego i jest jego największą atrakcją turystyczną.

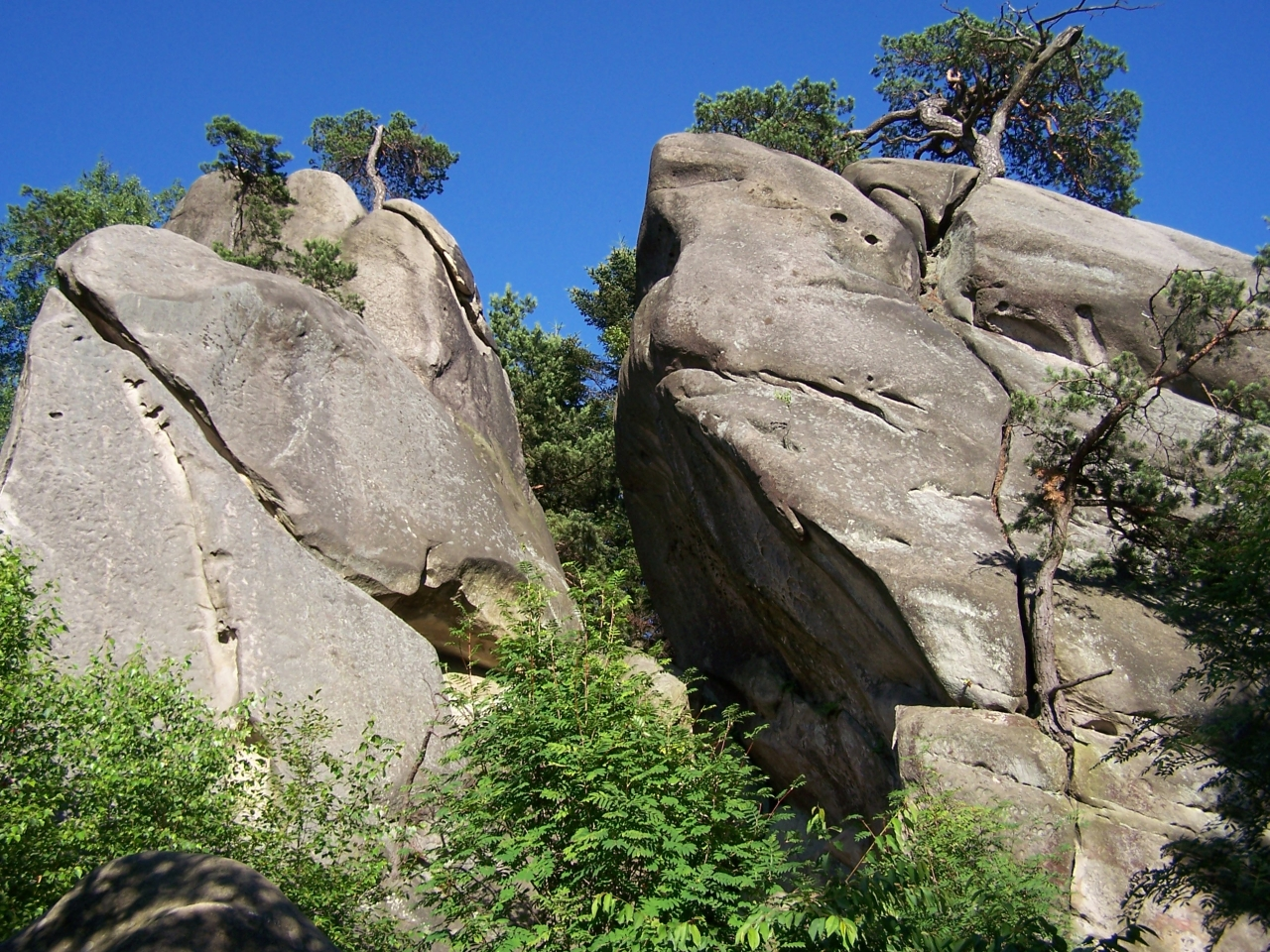
Rezerwat Prządki
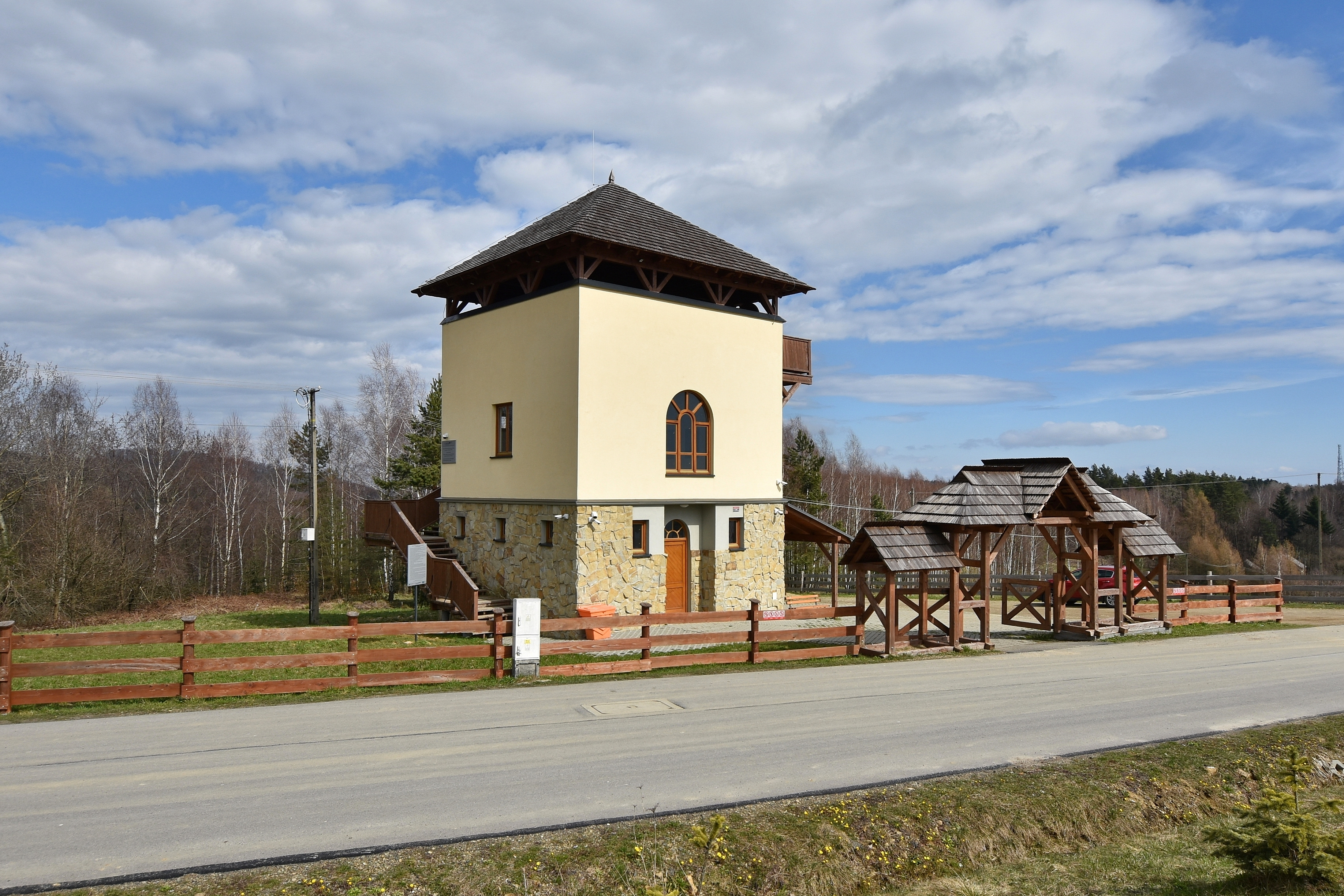
Wieża widokowa
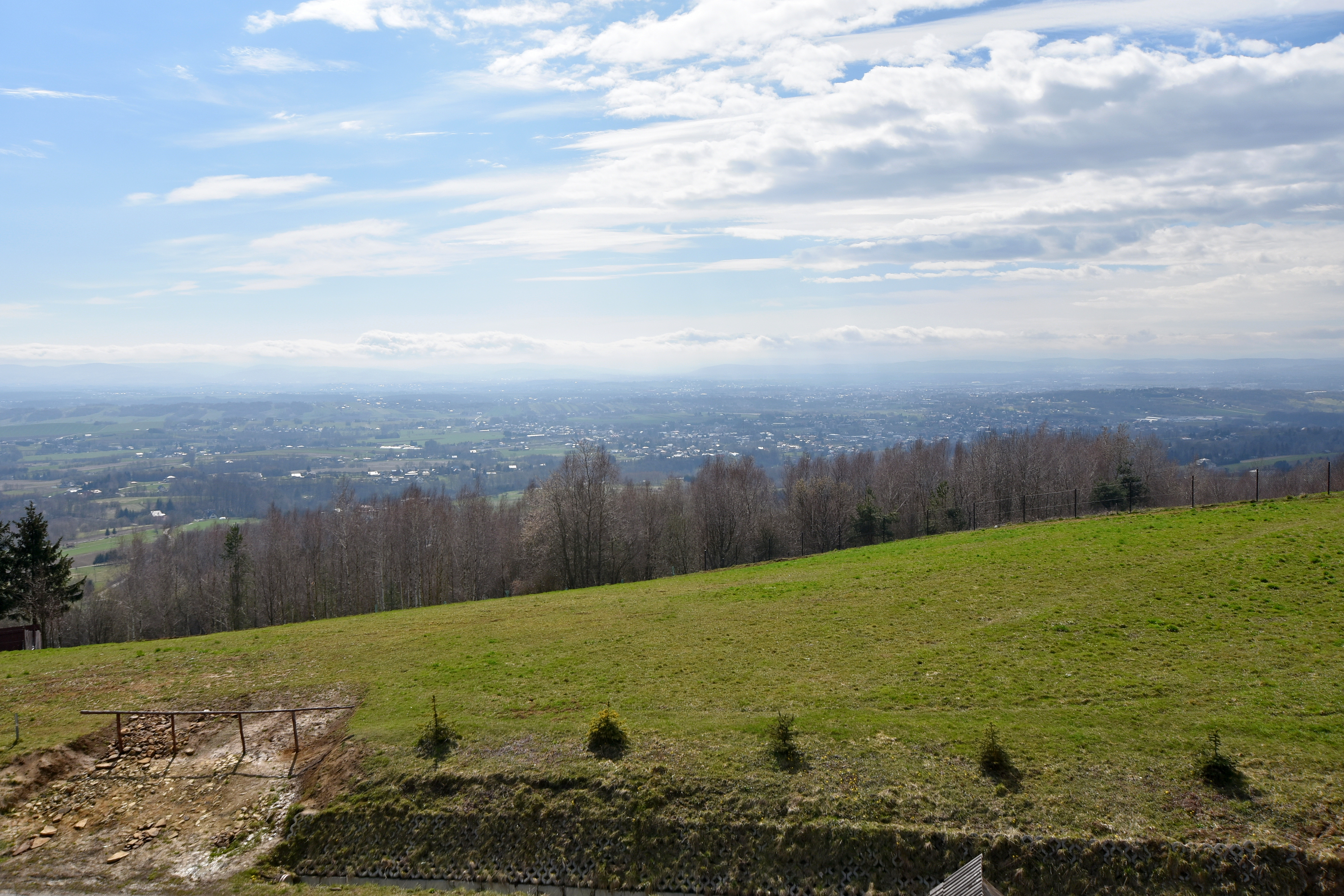
Widok z wieży